# Pangasius sabahensis
Pangasius sabahensis är en fiskart som beskrevs av Gustiano, Teugels och Laurent Pouyaud 2003. Pangasius sabahensis ingår i släktet Pangasius och familjen Pangasiidae. Inga underarter finns listade i Catalogue of Life.